# Wolfgang Nissen
Wolfgang Nissen (* 28. Juni 1925 in Neudietendorf; † 5. Januar 2008 in Gauting) war ein deutscher Arzt und als Sanitätsoffizier zuletzt Generalarzt der Luftwaffe. Von 1982 bis 1983 war er der 7. Präsident der Deutschen Gesellschaft für Luft- und Raumfahrtmedizin e. V. (DGLRM).

## Biografie
Nissen trat nach dem Abitur in die Wehrmacht ein und begann 1943 an der Militärärztlichen Akademie das Studium der Humanmedizin, das er nach Rückkehr aus der französischen Kriegsgefangenschaft ab 1948 fortsetzte und 1954 mit dem Staatsexamen und der Promotion vollendete. Es folgten Assistenz- und Stationsarzttätigkeiten, bevor er 1956 als Sanitätsoffizier in die neu aufgestellte Bundeswehr eintrat.
Dort diente Nissen zunächst als Truppenarzt eines Panzergrenadierbataillons, in der Aufnahmeorganisation, als Truppenarzt bei SHAPE in Rocquencourt bei Paris sowie von 1961 bis 1963 als Adjutant des Inspekteurs des Sanitäts- und Gesundheitswesens.
Die flugmedizinische Grundausbildung absolvierte Nissen bei der französischen Armée de l’air, gefolgt von Verwendungen in einem Heeresfliegerregiment und im Jagdbombergeschwader 33 in Büchel. Mit der Versetzung auf den Dienstposten als Abteilungsleiter „Flugmedizin und Wehrhygiene“ im Stab des Generalarztes der Luftwaffe wurde er zum Oberstarzt befördert. Im Anschluss folgten Verwendungen als Abteilungsleiter I des Flugmedizinischen Instituts der Luftwaffe und als stellvertretender Kommandeur und Abteilungsleiter „Studien und Wissenschaft“ an der Akademie des Sanitäts- und Gesundheitswesens der Bundeswehr, bevor Nissen in seiner letzten militärischen Verwendung vom 1. Oktober 1982 bis 30. September 1985 im Dienstgrad Generalarzt den Dienstposten Generalarzt der Luftwaffe innehatte.

## Auszeichnungen
- Verdienstkreuz Erster Klasse des Verdienstordens der Bundesrepublik Deutschland (28. Januar 1985)